# حي الظهار (إب)
حي الظهار هو  أحد أحياء مديرية الظهار في محافظة إب اليمنية. يبلغ تعداد سكانه 124621 نسمة حسب التعداد السكاني في اليمن لعام 2004.